# Клејтон (Алабама)
Клејтон (енгл. Clayton) град је у америчкој савезној држави Алабама. По попису становништва из 2010. у њему је живело 3.008 становника.

## Демографија
Према попису становништва из 2010. у граду је живело 3.008 становника, што је 1.533 (103,9%) становника више него 2000. године.
| Група             | 2000.       | 2010.         |
| Белци             | 513 (34,8%) | 1.068 (35,5%) |
| Афроамериканци    | 943 (63,9%) | 1.920 (63,8%) |
| Азијати           | 0 (0,0%)    | 1 (0,0%)      |
| Хиспаноамериканци | 20 (1,4%)   | 19 (0,6%)     |
| Укупно            | 1.475       | 3.008         |